# Токкожин, Ибрай
Ибрай Токкожин (каз. Ыбырай Тоққожин; 1889 год — 1974 год) — старший табунщик колхоза имени Калинина Каркаралинского района Карагандинской области, Казахская ССР. Герой Социалистического Труда (1948).

## Биография
Родился в 1889 году в ауле Тегисшилдик Каркаралинского уезда Семипалатинской области (ныне — Каркаралинский район Карагандинской области Казахстана).
Трудовую деятельность начал в 1903 году. С 1930 года трудился табунщиком, старшим табунщиком в колхозе имени Калинина Каркаралинского района. В первые годы 4-й пятилетки (1946—1950) ежегодно выполнял план по выращиванию жеребят.
В 1947 году вырастил 60 жеребят от 60 кобыл. В 1948 году удостоен звания Героя Социалистического Труда «за получение высокой продуктивности животноводства в 1947 году при выполнении колхозом обязательных поставок сельскохозяйственных продуктов и плана развития животноводства».
Трудился в колхозе до выхода на пенсию в 1958 году.
Проживал в родном селении Тегисшилдик. Скончался в 1974 году.
Награды
- Герой Социалистического Труда — указом Президиума Верховного Совета СССР 23 июля 1948 года
- Орден Ленина — дважды